# بخش بلاگوفشچنسکی، استان آمور
بخش بلاگوفشچنسکی (به لاتین: Blagoveshchensky District) یک منطقهٔ مسکونی در روسیه است که در استان آمور واقع شده‌است.